# 金載燁
金 載燁（キム・ジェヨプ、韓: 김재엽, 1965年5月17日 - ）は、韓国の柔道家である。身長172cm。

## 経歴
慶尚北道清道郡出身。小学校の時に大邱市に引越しした。啓明大学校卒。
1984年ロサンゼルスオリンピックに19歳で出場、決勝戦で日本の細川伸二に敗れたが銀メダルを獲得した。3年後の1987年世界柔道選手権大会では決勝戦で再び細川と対戦、細川を下して優勝した。翌1988年、自国で開催されたソウルオリンピックでも金メダルを獲得した。この大会では細川は準決勝で不可解な判定で敗れたため、再戦はなかった。
現役引退後は東ソウル大学教授に就任した。

## 主な戦績
- 1983年 - 世界ジュニア　優勝
- 1984年 - ロサンゼルスオリンピック　2位
- 1984年 - オーストリア国際　優勝
- 1985年 - 正力国際　3位
- 1987年 - フランス国際　3位
- 1987年 - 世界選手権　優勝
- 1987年 - 韓国国際　2位
- 1988年 - アジア選手権　3位
- 1988年 - ソウルオリンピック　優勝
- 1988年 - アメリカ国際　3位
- 1989年 - オーストリア国際　2位